# مسييه 90

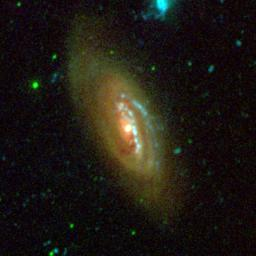

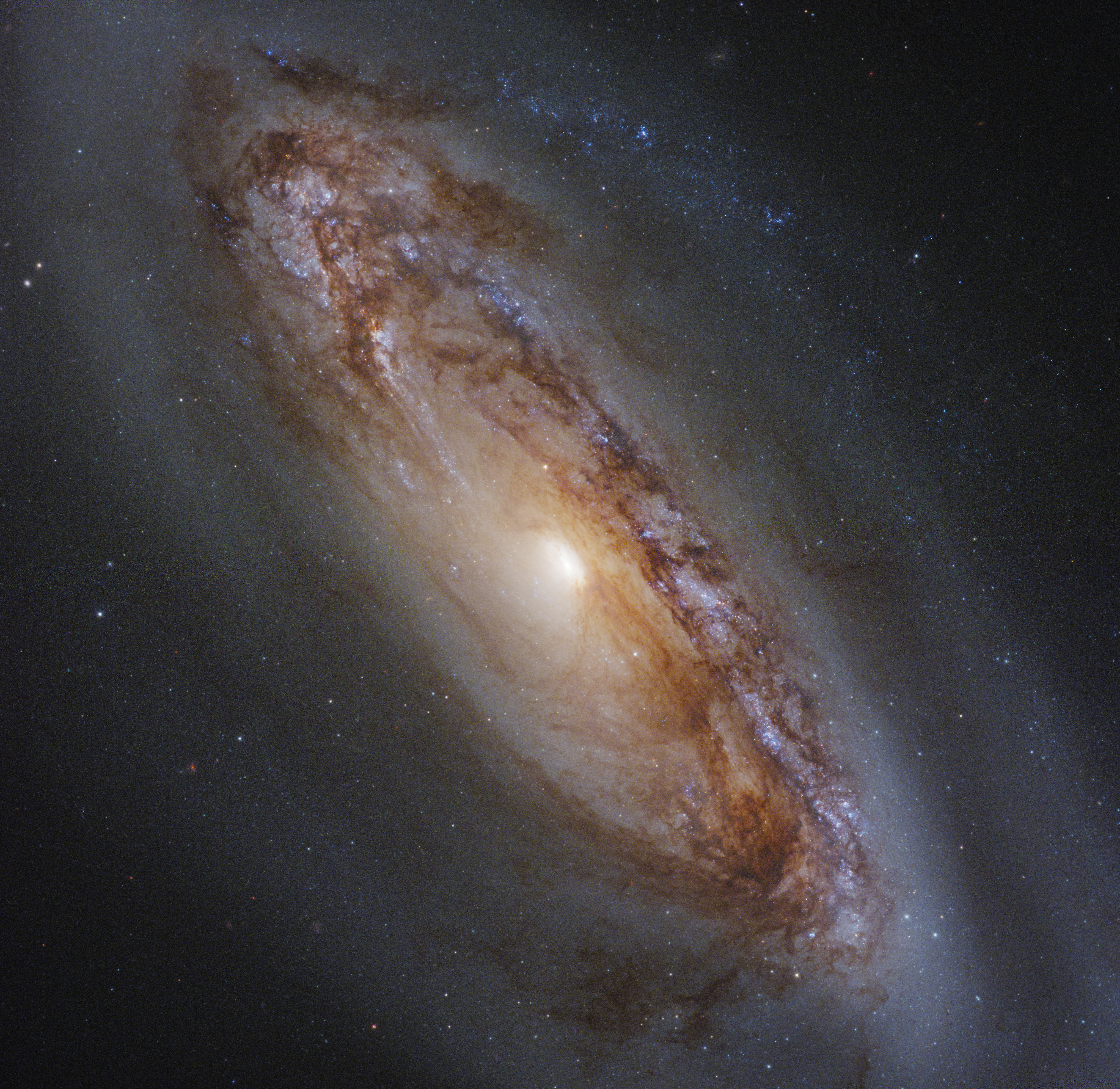
مسييه 90

مسييه 90 أو م90 (بالإنجليزية: Messier 90 أو M90 أو NGC 4569) هي مجرة حلزونية تبعد عن الأرض نحو 60 مليون سنة ضوئية وتقع في كوكبة العذراء . اكتشفها شارل مسييه عام 1781 وضمها إلى الفهرس المعروف باسمه للمذنبات والسدم.

## اقرأ أيضا
- منطقة هيدروجين II
- مجرة حلزونية
- مجرة إهليجية
- مجرة ماجلان الكبرى
- نجم
- مجرة
- قزم أبيض
- عملاق أحمر
- الانفجار العظيم
- خط زمني للانفجار العظيم
- نجم نيوتروني
- ثقب أسود
- انفجار أشعة غاما 080319ب
- انفجار أشعة غاما 090423

## وصلات خارجية
- موقع الكون